# Makijivka
Makijivka (ukrainska: Макіївка lyssna (fil); ryska: Макеевка, Makejevka) är en industristad i Donetsk oblast i östra Ukraina. Staden är belägen strax öster om den större staden Donetsk i Donetsbäckenet. Makijivka beräknades ha 338 968 invånare i januari 2022.
Makijivka har stora stenkolstillgångar och är ett viktigt centrum för gruvdrift och metallurgisk industri. Staden växte upp kring ett järnverk under 1800-talets andra hälft.
Under de proryska protesterna i Ukraina 2014 intogs staden av proryska separatister.
Staden är i nuläget ockuperat av Ryssland.

## Kända personer från Makijivka
- Viktor Janukovytj, politiker
- Irina Lisjtjinska, friidrottare